# Campionati del mondo di atletica leggera 2005 - 1500 metri piani femminili
La gara dei 1500 metri piani femminili ai Campionati del mondo di atletica leggera di Helsinki 2005 si è svolta nelle giornate del 12 agosto (batterie) e 14 agosto (finale).

## Podio
| Posizione | Atleta            | Paese   |
| --------- | ----------------- | ------- |
| Oro       | Tatyana Tomashova | Russia  |
| Argento   | Olga Yegorova     | Russia  |
| Bronzo    | Bouchra Ghezielle | Francia |

## Batterie

### Batteria 1
1. Maryam Yusuf Jamal,  Bahrein 4'10"58 Q
2. Tatyana Tomashova,  Russia 4'10"74 Q
3. Anna Jakubczak,  Polonia 4'11"28 Q
4. Olga Yegorova,  Russia 4'11"64 Q
5. Natalia Rodríguez,  Spagna 4'11"82 Q
6. Hind Déhiba,  Francia 4'12"23
7. Alesia Turava,  Bielorussia 4'14"21
8. Eleonora Berlanda,  Italia 4'14"54
9. Konstadina Efedaki,  Grecia 4'15"00
10. Nelya Neporadna,  Ucraina 4'15"46
11. Nancy Jebet Lagat,  Kenya 4'16"13
12. Treniere Clement,  Stati Uniti 4'16"51
13. Mestawot Tadesse,  Etiopia 4'20"20
  - Nahida Touhami,  Algeria dns

### Batteria 2
1. Julija Fomenko,  Russia 4'07"26 Q
2. Gelete Burka,  Etiopia 4'07"35 Q
3. Elena Soboleva,  Russia 4'07"69 Q
4. Bouchra Ghezielle,  Francia 4'07"87 Q
5. Carmen Douma-Hussar,  Canada 4'08"73 Q
6. Irina Krakoviak,  Lituania 4'09"11 q
7. Helen Clitheroe,  Regno Unito 4'09"13 q
8. Wioletta Frankiewicz,  Polonia 4'09"90
9. Daniela Yordanova,  Bulgaria 4'11"64
10. Corina Dumbravean,  Romania 4'12"35
11. Maria Martins,  Francia 4'14"12
12. Nuria Fernández,  Spagna 4'14"45
13. Johanna Lehtinen,  Finlandia 4'15"44
14. Trine Pilskog,  Norvegia 4'18"63
15. Sonia Lopes,  Capo Verde 4'51"29

## Finale
1. Tatyana Tomashova,  Russia 4'00"35
2. Olga Yegorova,  Russia 4'01"46
3. Bouchra Ghezielle,  Francia 4'02"45
4. Elena Soboleva,  Russia 4'02"48
5. Maryam Yusuf Jamal,  Bahrein 4'02"49
6. Natalia Rodríguez,  Spagna 4'03"06
7. Anna Jakubczak,  Polonia 4'03"38
8. Gelete Burka,  Etiopia 4'04"77
9. Carmen Douma-Hussar,  Canada 4'05"08
10. Helen Clitheroe,  Regno Unito 4'05"19
11. Irina Krakoviak,  Lituania 4'08"18
  - Julija Fomenko,  Russia dq